# بغمان
بغمان (بالإنجليزية: Paghman)‏ هي مستوطنة تقع في أفغانستان في ولاية كابول. يقدر عدد سكانها 2,500 كم2.

## أعلام
- عبد رب الرسول سياف
- أمان الله خان
- حفيظ الله أمين